# Saint Cucufin
Saint Cucufin est un nom imaginaire dont Voltaire, dans un opuscule dénonçant certains aspects du culte des saints (fêtes chômées qui vident les champs et emplissent les cabarets, exaltation de vertus peu utiles), affubla le réel saint Séraphin, frère lai d'Ascoli (1540-1604), canonisé en 1767 par Clément XIII.

Voltaire se plaît à opposer aux vertus des grands hommes deux signes de sainteté de Séraphin rapportés comme suit dans la bulle de canonisation : « Il fuyait les louanges humaines et désirait au plus haut point être méprisé. Qu'en soient preuve les deux scènes comiques qui suivent. Invité un jour à déjeuner chez un citoyen noble et une autre fois chez le cardinal évêque d'Ascoli, il se conduisit dans les deux cas de façon qu'on rît et se moquât de lui comme d'un homme fruste et rustique. Ici, en effet, ayant à prendre de la bouillie, il se servit d'une fourchette; et là, il répandit volontairement un œuf sur sa barbe. »